# Air Luxor
Air Luxor – była portugalską linią lotniczą powstałą w 1988 r. i działającą do 2006 r. Swoją siedzibę miała w Lizbonie. Jej założycielami była rodzina Mripuri, która zdecydowała się przekształcić posiadaną przez siebie prywatną flotę samolotów w publiczną linię lotniczą. Początkowo były to małe samoloty biznesowe. Później firma wkroczyła na rynek przewozów dużymi samolotami pasażerskimi. Początkowo były to loty czarterowe a później również regularne połączenia. Do jej floty należały samoloty Lockheed L-1011 TriStar, Boeing 757-200, oraz Airbus A319, Airbus A320 i Airbus A330.
W czasie swojej działalności oferowała m.in. połączenia: Lizbona – Paryż-Orly, Lizbona – Madera, Porto – Paryż-Orly, Madera – Porto, Paryż-Orly – Madera, Paryż-Orly – Faro.

## Flota
| Samolot                 | Ilość | Początek użytkowania | Koniec użytkowania |
| ----------------------- | ----- | -------------------- | ------------------ |
| Airbus A319-100         | 1     | 2002                 | 2003               |
| Airbus A320-200         | 9     | 2000                 | 2005               |
| Airbus A321-200         | 1     | 2003                 | 2003               |
| Airbus A330-200         | 1     | 2002                 | 2003               |
| Airbus A330-300         | 2     | 2002                 | 2005               |
| Boeing 757-200          | 1     | 2001                 | 2002               |
| Lockheed L-1011 TriStar | 2     | 2000                 | 2004               |